# Anoplophora jiangfenglingensis
Anoplophora jiangfenglingensis là một loài bọ cánh cứng trong họ Cerambycidae.